# Ida Rubinstein

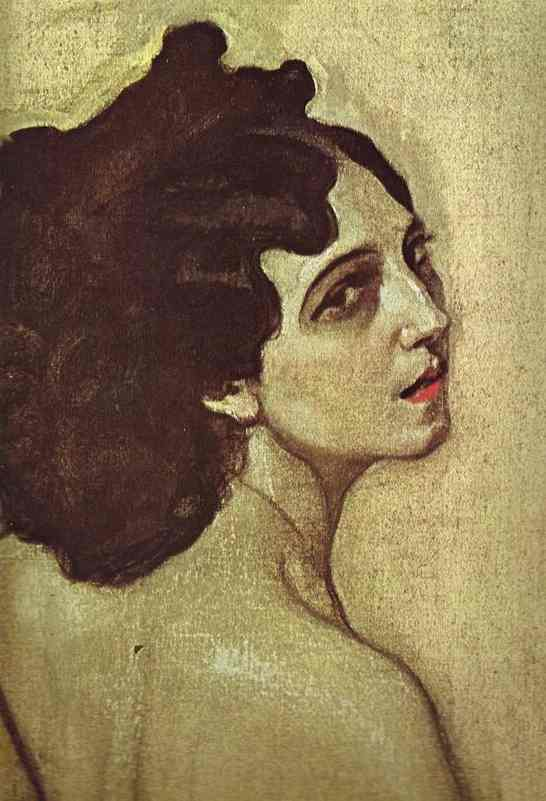
Valentin Serov, Portret van Ida Rubinstein als Salome, 1910 (detail).

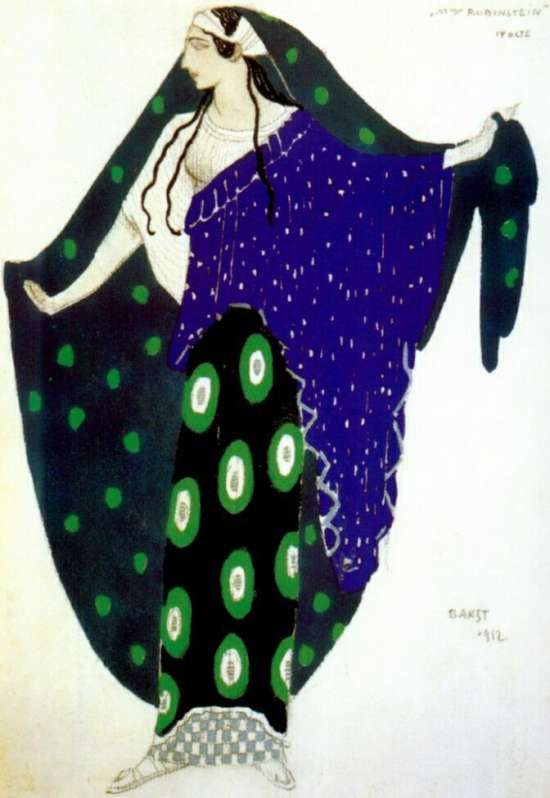
Baksts ontwerp voor Ida als Hélène de Sparte, 1912.

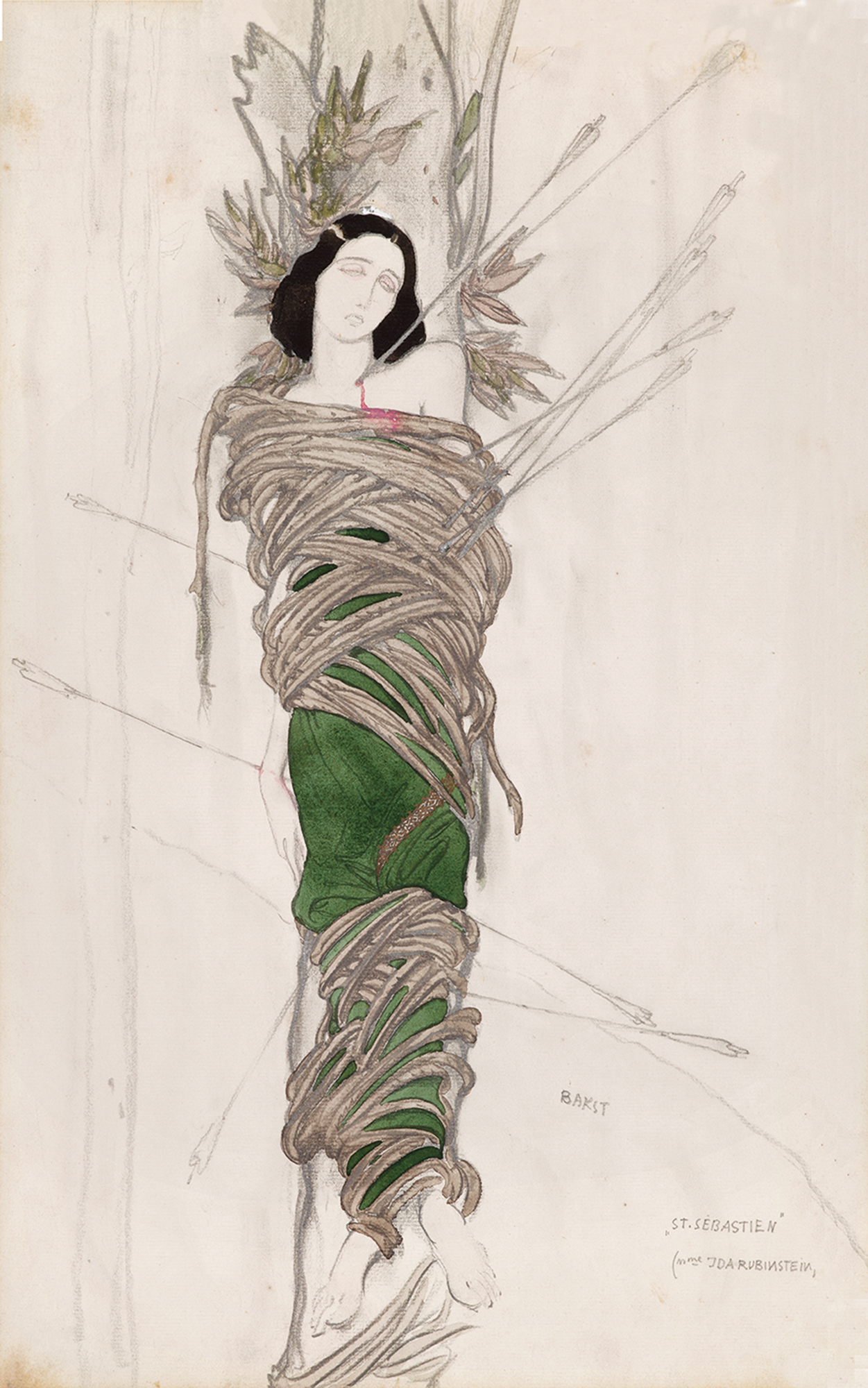
Kostuum door Bakst voor Ida Rubinstein als Saint Sébastien

Ida Lvovna Rubinstein (Russisch: Ида Львовна Рубинштейн) (Charkov, 5 oktober 1885 – Vence, Frankrijk, 20 september 1960) was een Oekraïense ballerina, choreografe, actrice en mecenas uit de belle époque.

## Leven

### Vroege leven, Ballets Russes
Rubinstein werd geboren in een rijke Joodse familie in Oekraïne, maar werd al op jonge leeftijd wees. Ze kreeg een dansopleiding in Sint-Petersburg, onder andere bij Michel Fokine, en debuteerde in 1908 in Oscar Wilde's Salomé, waarin ze de erotische Dans van de zeven sluiers vertolkte.
Kort daarna engageerde Sergei Diaghilev haar voor de net opgerichte Ballets Russes en danste ze te Parijs de titelrol in Cléopâtre (1909) en de rol van Zobéide in Shéhérazade (1910), beide keren in een choreografie van haar oude leermeester Fokine en met decor- en kostuumontwerpen van Léon Bakst. In Shéhérazade, waarin de legendarische Vaslav Nijinski haar partner was, werd ze geroemd om haar sensuele en weelderige oriëntaalse dansstijl.
Rubinstein verliet de Ballets Russes in 1911.

### Kunst en 'beau monde'
Rubinstein was ook bekend als model in de kunstwereld. Haar rol in Cléopâtre inspireerde Kees van Dongen voor zijn schilderij Souvenir of the Russian Opera Season 1909. Spraakmakend was haar naaktportret in 1910 door Valentin Serov. De art-decobeeldhouwer Demetre Chiparus maakte een bronzen beeld van haar (La danseuse), waarnaar door Antonio de La Gandara weer een schilderij werd gemaakt.
De biseksuele Rubinstein werd ook als La Venus triste aan het doek toevertrouwd door de Amerikaanse schilderes Romaine Brooks, met wie ze tussen 1911 en 1914 een relatie had. Rubinstein was in die tijd ook een veelgeziene persoon en mecenas in de kunstwereld en beau monde te Parijs. Ze was bevriend met beroemdheden als Sarah Bernhardt, Marc Chagall, Jean Cocteau en André Gide.

### Eigen balletgezelschap
Nadat Rubinstein de Ballets Russes had verlaten richtte ze haar eigen dansgezelschap op, het 'Ballet Ida Rubinstein', en had direct succes met Le Martyre de Saint Sébastien (1911), op muziek van Claude Debussy, met opnieuw een choreografie van Fokine en decors en kostuums ontworpen door Bakst. Door de pers werd het stuk bejubeld als een schoolvoorbeeld van het ‘gestileerd’ modernisme van die dagen. De aartsbisschop van Parijs bekritiseerde het feit dat een Joodse de rol van een Roomse heilige vertolkte.
Rubinstein wordt doorgaans niet tot de allergrootste ballerina’s gerekend, maar ze was wel een grote theaterpersoonlijkheid, met veel uitstraling, en kon uitstekend acteren. Daarenboven was ze door haar rijkdom in staat de grootste componisten en beste choreografen te engageren. Ze gaf onder meer opdrachten aan Maurice Ravel (Boléro, 1928; La Valse, 1929) en Igor Strawinsky (Le baiser de la fée, 1928; Perséphone, 1933). In de jaren twintig had ze haar grootste successen met choreografieën van Léonide Massine en Bronislava Nijinska. Ook danste ze in die tijd af en toe weer voor de Ballets Russes.
Rubinstein hief haar gezelschap op in 1935 en danste zelf voor de laatste keer in Jeanne d'Arc au bûcher, te Parijs, in 1939. In 1935 nam ze de Franse nationaliteit aan. In 1940, na het begin van de Tweede Wereldoorlog, vluchtte ze naar Londen, verbleef daar in een suite in het Ritz-hotel, en zette zich in voor gewonde Franse soldaten. Na de oorlog keerde ze terug naar Frankrijk, vestigde zich in Les Olivades te Vence, waar ze in 1960 overleed.